# Ceratophila
Ceratophila es un género de escarabajos erotylidos (Erotylidae: Pharaxonothinae) de distribución restringida que abarca solo a América, habita los conos masculinos de las cícadas del género Ceratozamia (Cycadales: Zamiaceae). Se divide en dos subgéneros C. Ceratophila y C. Vovidesa. Su especie tipo, C. picipennis, tiene una distribución restringida a la Sierra Madre de Chiapas, México, es polinizadora de cuatro especies de Ceratozamia. Todas las especies de Ceratophila con historia natural conocida tienen asociación con especies de Ceratozamia. Muchas de ellas están aún por describir. Ceratophila es el más importante entre los géneros de insectos polinizadores de Ceratozamia. Está asociado con Ceratozamia, uno de los once géneros de Cycadales. Hay 7 especies descritas (Tang et al 2018).

## Caracteres del adulto
Ceratophila se diferencia de otros géneros de Pharaxonothinae en muchos caracteres, los más notables son: carina pronotal lateral más gruesa anteriormente en vista lateral; cabeza con líneas occipitales supraoculares y transversales; élitros que carecen de una cuenta basal; y limas estridulatorias en la base de la cabeza muy separadas. Ceratophila tiene los genitales masculinos comprimidos lateralmente con un lóbulo mediano corto y un flagelo, similar a otros Erotylidae. En comparación, el género Pharaxonotha Reitter más superficialmente similar tiene: carina pronotal lateral delgada a lo largo de toda su longitud; cabeza sin líneas supraoculares, pero con líneas occipitales transversales; élitros con perla basal distintiva; limas estridulatorias en la base de la cabeza muy separadas; y genitales masculinos únicos que están aplanados dorsoventralmente con un lóbulo mediano largo y un flagelo. Ceratophila contiene dos subgéneros, que se diferencian más notablemente en los caracteres externos y el dimorfismo sexual. Los miembros de Ceratophila (Ceratophila), el subgénero nominal, tienen: cuerpos más cilíndricos, pronoto uniformemente convexo dorsalmente; el pronoto carece de surcos longitudinales basales en el disco; metatibiae que están claramente dilatadas triangularmente hacia el ápice; y sin dimorfismo sexual externo aparente. En comparación, los miembros del subgénero Ceratophila (Vovidesa) tienen: cuerpos aplanados dorsoventralmente; el pronoto explanado (cóncavo) a lo largo de los márgenes laterales; el pronoto con surcos longitudinales basales en el disco; metatibiae débilmente o no dilatado hacia el ápice; y con todas las tibias en los machos que muestran un fuerte dimorfismo sexual. 

## Especies descritas, distribución y asociación conocida
- Subgénero Ceratophila Tang, Skelley & Pérez-Farrera
  - C. chemnicki Tang, Skelley & Pérez-Farrera. Solo se conoce de El Luchador, Veracruz habitando conos de Ceratozamia euryphyllidia.
  - C. picipennis Tang, Skelley & Pérez-Farrera. Sierra Madre de Chiapas, México habita conos masculinos de cuatro especies de Ceratozamia.
  - C. sanchezae Tang, Skelley & Pérez-Farrera. Habita en Ceratozamia tenuis (Dyer) D.W.Stev. & Vovides, que ocurre en las cercanías al norte de Xalapa, Veracruz, México.
  - C. gregoryi Tang, Skelley & Pérez-Farrera. Oaxaca, México en la Sierra Mixe, conocido por habitar solo conos masculinos de Ceratozamia mixeorum.
- Subgénero Vovidesa Tang, Skelley & Pérez-Farrera
  - C. chiapensis Tang, Skelley & Pérez-Farrera. Sierra Madre de Chiapas, México habita conos masculinos de cuatro especies de Ceratozamia.
  - C. mixeorum Tang, Skelley & Pérez-Farrera. Oaxaca, México en la Sierra Mixe, conocido por habitar solo conos masculinos de Ceratozamia mixeorum.
  - C. vazquezi Tang, Skelley & Pérez-Farrera. Habita en Ceratozamia tenuis (Dyer) D.W.Stev. & Vovides, que ocurre en las cercanías al norte de Xalapa, Veracruz, México.